# Weinzierl am Walde
Weinzierl am Walde è un comune austriaco di 1 246 abitanti nel distretto di Krems-Land, in Bassa Austria.